# Томсоніт

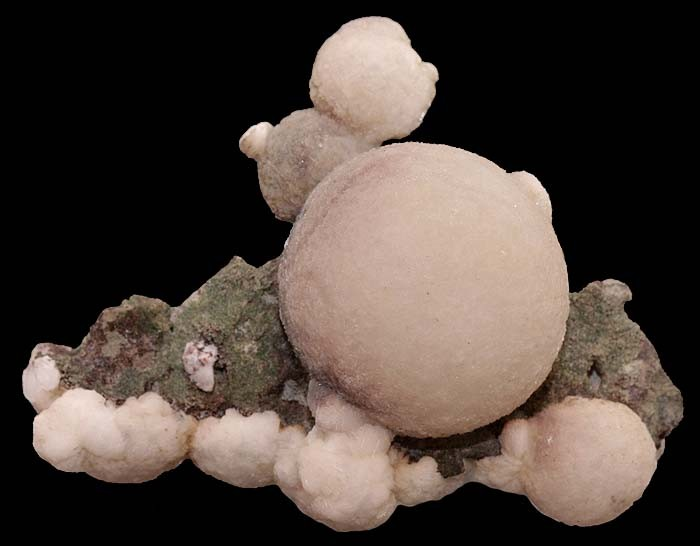
Томсоніт

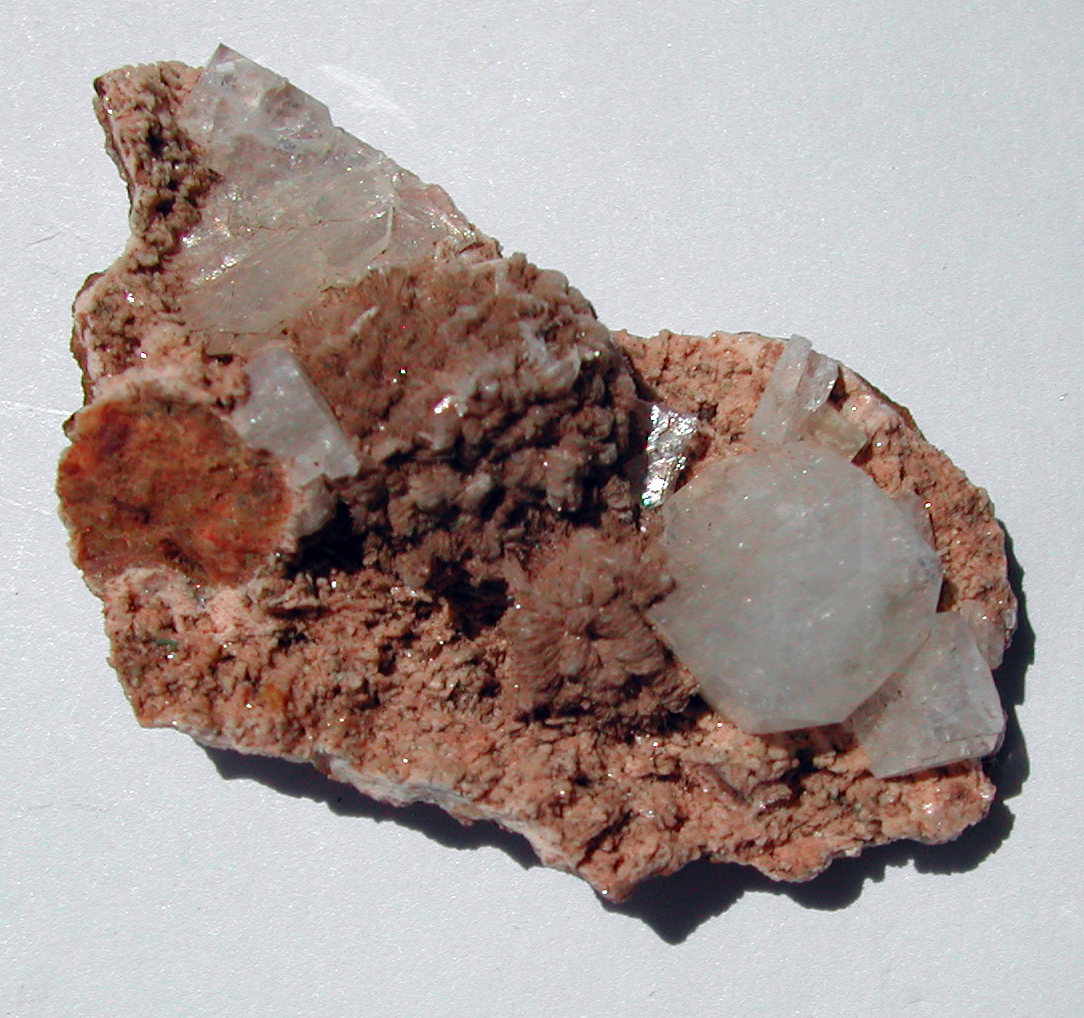
Томсоніт

Томсоніт (рос. томсонит; англ. thomsonite; нім. Thomsonit m) — мінерал, водний натрієво-кальцієвий алюмосилікат каркасної будови з групи цеолітів.
Названий за прізвищем англійського хіміка Т. Томсона (T.Thomson), H.J.Brooke, 1820.
Синоніми: баготит, гарінгтоніт, карфостилбіт, комптоніт, фареліт, мезолітин, озаркіт, скоулерит, триплоклаз, уїгіт.

## Загальний опис
Хімічна формула:
- 1. За Є. Лазаренком: NaCa2[Al2(Al, Si)Si2O10]2•6H2O.
- 2. За Г.Штрюбелем та З. Х. Ціммером, а також за «Fleischer's Glossary» (2004): NaCa2[Al5Si5O20]х6H2O.

Склад (у %): Na2O — 6,4; CaO — 11,5; Al2O3 — 31,4; SiO2 — 36,9; H2O — 13,8. Між томсонітом та натролітом існує ізоморфна серія з проміжним членом гонардитом. Мають місце значні заміщення CaAl NaSi, Ca Na2. Невелика частина Са може заміщатися Sr. Na заміщається Ag, Tl та К. Сингонія ромбічна. Ромбо-дипірамідальний вид. Утворює таблитчасті та призматичні кристали або радіально променеві та сніповидні аґреґати. Спайність по (010) досконала, по (100) добра. Густина 2,10-2,39. Тв. 5,0-6,0. Безбарвний, рожевий, білий або коричневий. Блиск скляний, перламутровий. Прозорий до напівпрозорого. Крихкий. Добре поглинає воду. Продукт гідротермальної зміни нефеліну.

## Поширення
Розповсюджений у мигдалинах та порожнинах третинних базальтів Ісландії, ксенолітах мергелів, сіллах тешенітів. Входить до складу продуктів заміщення скам'янілих дерев і цементу деяких туфів в районі Оаху (Гавайські о-ви). Асоціює з філіпситом, шабазитом, ґонардитом, натролітом і кальцитом, анальцимом. Рідкісний. Знахідки: Росдорф (Гессен), Хоентвіль (Баден-Вюртемберґ) — все ФРН, Каданя і Добіце (Чехія), Думбартон (Шотландія), Патерсон (шт. Нью-Джерсі, США), округа Сан-Беніто (шт. Каліфорнія, США).

## Різновиди
Розрізняють:
- томсоніт баріїстий (різновид, що містить понад 2 % ВаО),
- томсоніт волокнистий (індивіди волокнистого обрису),
- томсоніт каліїстий (різновид, що містить понад 1 % К2О),
- томсоніт кальцієвий (різновид, який не містить натрію),
- томсоніт кальціїстий (різновид, що містить до 6 % СаО),
- томсоніт натріїстий (різновид з родовища Франклін, штат Нью-Джерзі, США, в якому співвідношення Na: Ca>1),
- томсоніт стронціїстий (різновид з Інаглінського масиву в Якутії, який містить 5,76-9,72 % SrO).